# 久下氏
久下氏（くげうじ）は、丹波国の国人領主。清和源氏の祖源満仲の弟と称した武末がおり、その孫の基直（武行の子）が武蔵国大里郡久下郷（現在の埼玉県熊谷市久下周辺）を本貫地として、久下氏と称したという。または、武蔵七党に属する私市党の系統ともされ、熊谷氏とは血縁関係にある。

## 概要
次郎重光の代に源平の争乱で戦功をあげ、承久の乱の後に丹波国栗作郷（兵庫県丹波市山南町）へ移った。
南北朝時代、足利方として数々の戦功をあげた。また観応の擾乱の際、一時丹波にしりぞいた足利尊氏・義詮親子をよく守護し、その功として丹波を中心に武蔵国・飛騨国などに十数か所におよぶ所領を与えられ、丹波国の有力な国人領主となり、室町幕府の奉行衆もつとめた。
しかしながら、明応の政変で将軍足利義材についたことをきっかけに没落し、所領のほとんどを失い、後に義稙が将軍職へ復帰した後も旧領の回復は果たせなかった。最後は明智光秀の丹波侵攻によって領主の地位を追われた。
菩提寺として、埼玉県熊谷市に東竹院、兵庫県丹波市山南町に長慶院がある。
現在でも、兵庫県丹波市と丹波篠山市に久下氏の一族が居住している。

## 居城
兵庫県丹波市山南町玉巻の八幡山にあった。久下城、玉巻城と称される。現在でも遺構が残っている。

## 逸話・伝説
家紋の由来
久下氏の家紋は「一番」という文字であるが、その由来が『太平記』に記されている。
足利尊氏が丹波篠村八幡宮で挙兵したとき、久下時重が250騎を率いて真っ先にはせ参じた。その旗印に「一番」とあるのを不審におもった尊氏がその由来を尋ねた。高師直が、「源頼朝が土肥の杉山で挙兵したさい、久下重光が一番にはせ参じた。頼朝は、もし天下を取ったならば一番に恩賞を与えよう、と「一番」という文字を書いて与え、やがてそれを家の紋としたのである」とこたえた。尊氏は、それは吉例であると喜んだという。
熊谷直実との所領争い
建久3年（1192年）11月25日、熊谷直実と久下直光が所領の相論のため、頼朝の前で議論をおこなった。直実はうまく答弁できず、頼朝はすこぶる不審に思ったのだが、判決がでない内に直実は書類等を頼朝になげつけ、憤怒のあまり髻をきり遁世に及び、居宅にも戻らず西に向けて逐電したという（『吾妻鏡』）。
1300年（正安2年）、当時の熊谷氏当主・熊谷直満と久下氏の当主・久下光直が和解に至り、108年に及ぶ争いに終止符を打った。